# Милонов, Михаил Васильевич
Михаи́л Васи́льевич Мило́нов (5 [16] марта 1792, имение Придонский Ключ, Воронежское наместничество — 17 [29] октября 1821, Санкт-Петербург) — русский поэт.

## Биография
Родился в семье небогатого, но хорошо образованного помещика, масона.
В 1803 году поступил в Московский университетский благородный пансион, с 1805 по 1809 годы учился в Московском университете. Окончив его со степенью кандидата словесных наук, переехал в Санкт-Петербург, служил в министерстве внутренних дел, затем в министерстве юстиции.

Сатирик Милонов пришёл однажды к Гнедичу пьяный, по своему обыкновению, оборванный и растрепанный. Гнедич принялся увещевать его. Растроганный Милонов заплакал и, указывая на небо, сказал: «Там, там найду я награду за все мои страдания…» «Братец, — возразил ему Гнедич, — посмотри на себя в зеркало: пустят ли тебя туда?»— А. С. Пушкин
С 1810 года состоял членом Вольного общества любителей словесности, наук и художеств (с 16 ноября 1810 года).

## Творчество
В печати дебютировал в 1807 в журнале «Утренняя заря». Печатался также в «Вестнике Европы», позднее в петербургских журналах. Автор поэтических посланий, элегий, стихотворений гражданственной тематики, сатиры. Особенную известность приобрёл сатирой «К Рубеллию» (1810), воспринятого современниками как выпад против графа А. А. Аракчеева.
Царя коварный льстец, вельможа напыщенный,

В сердечной глубине таящий злобы яд,

Не доблестьми души — пронырством вознесенный,

Ты мещешь на меня с презрением твой взгляд!

Почту ль внимание твое ко мне хвалою?

Унижуся ли тем, что унижен тобою?

Одно достоинство и счастье для меня,

Что чувствами души с тобой не равен я!..

Милонов порой тяготится жизнью, порой жаждет жизни новой, неизведанной, свободной от пошлости. Лучшие стихотворения Милонова — автобиографические и сатиры. Он идеализирует деревенскую жизнь в стихотворении «Послание к земледельцам», всецело романтическом по духу. Задушевна по тону элегия «К сестре моей».
Единственное прижизненное собрание произведений Милонова «Сатиры, послания и другие мелкие стихотворения» вышло в 1819. Считается предшественником гражданской поэзии декабристов.
Милонову принадлежит популярная в то время элегия «Падение листьев» — перевод элегии Милльвуа «La Chute des feuilles» — стих из которой Младые дни весны моей использовал Пушкин для стихов Владимира Ленского в романе «Евгений Онегин».

## Сочинения
- Марин С. Н., Милонов М. В. Стихотворения. Драматические произведения. Сцены и отрывки. Письма. — Воронеж: Центр.-Чернозёмное кн. изд-во, 1983. — 327 с. — (Отчий край).